# ベル実験
ベル実験（ベルじっけん、英: Belle experiment）とは、高エネルギー加速器研究機構（KEK）のKEKB加速器とBelle測定器を用いて、B中間子におけるCP対称性の破れの検証を行った国際共同実験である。1999年に実験を開始し、2010年にデータ取得を終了した。プロジェクトはBelle II実験に引き継がれた。Belle実験の名称はフランス語で「美」を意味する「belle」に由来する。これはB中間子を構成するボトム（bottom）クォークがかつてビューティ（beauty）クォークと呼ばれていた頃があったためである。また、B・el・leという文字の組にも意味があり、本実験で扱う大量のB中間子が電子（electron）と陽電子（電子の反粒子；elをひっくりかえしてle）の衝突から生成される様子を表している。
研究チームは400人以上の物理学者および技術者により構成された。

## 研究成果
2007年3月2日: B中間子の崩壊における量子力学的な効果（量子もつれ）が明らかになった。 

## Belle実験における物理学
Belle実験では多様な物理学の研究が遂行されている。例を以下にあげる。
B中間子の崩壊で現れるCP対称性の破れの研究
CP対称性の破れを記述する小林・益川模型の精密検証をおこなう。
B中間子稀崩壊の研究
B中間子の崩壊で間接的に寄与する可能性のある新粒子の研究をおこなう。
B中間子以外のD中間子、およびτレプトン崩壊の研究
Bファクトリーでは、B中間子のほかにもさまざまな粒子が発生する。これらの崩壊を詳しく研究する。
新しいハドロン状態の生成の研究
4つのクォークから構成される新粒子、5つのクォークから構成されるペンタクォークなど。
2光子生成過程の研究
光子構造関数の研究など。
これらの研究成果は競争相手であるBaBar実験の成果とともに公表されている。

## Belle測定器

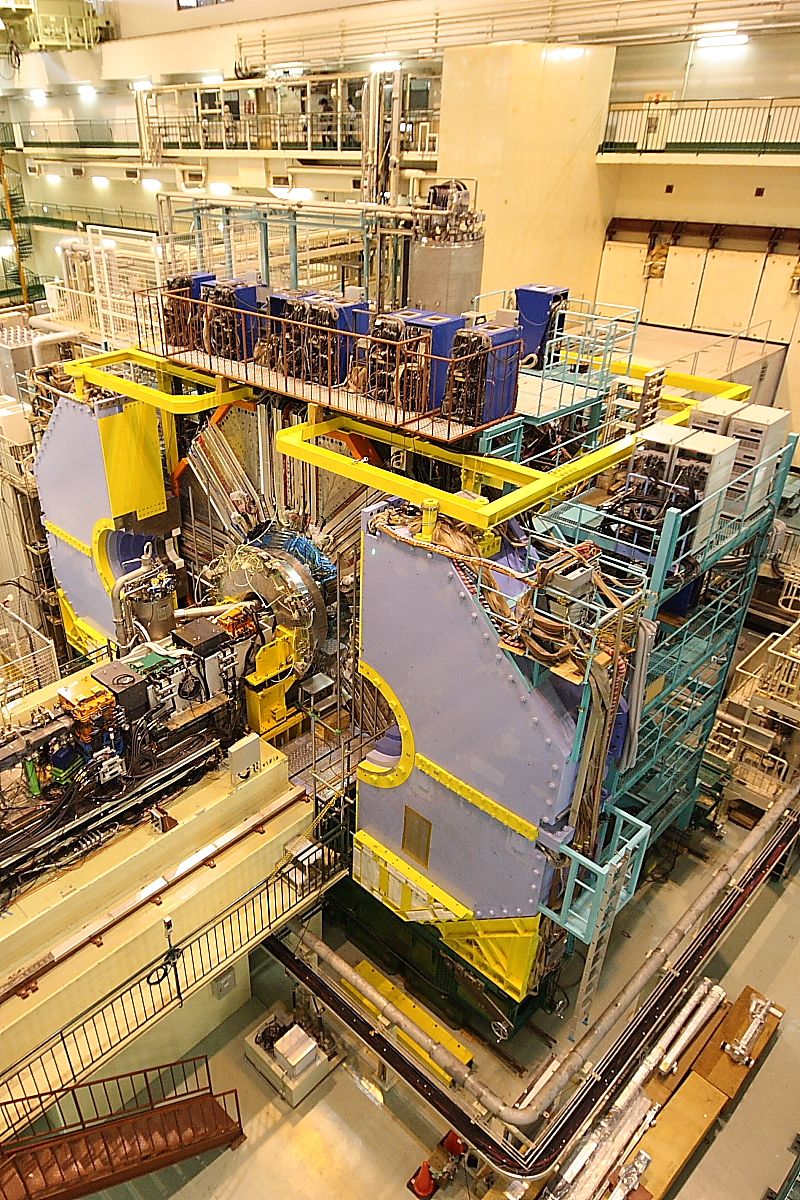
BELLE検出器

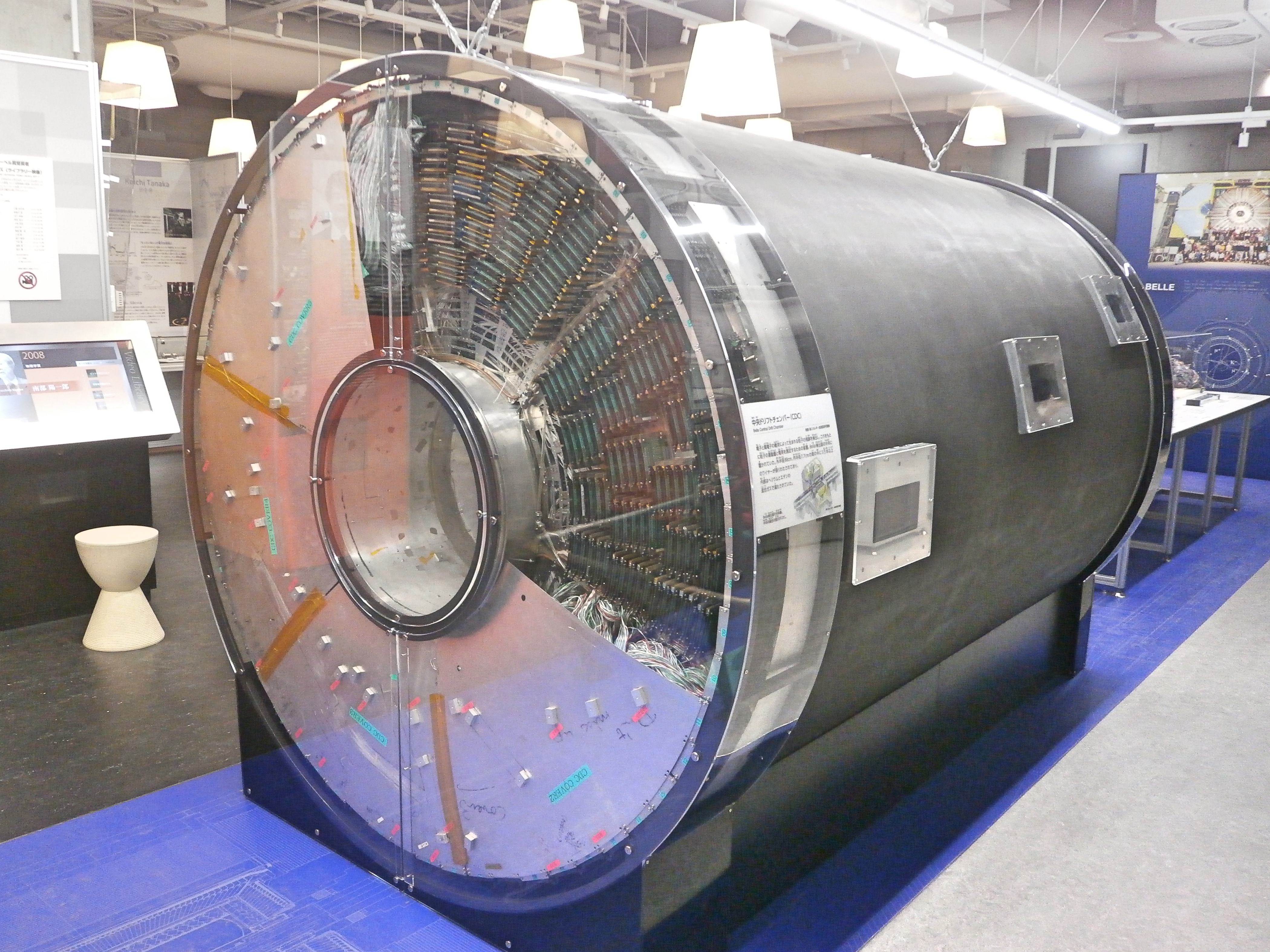
Belle検出器の中央ドリフトチェンバー。国立科学博物館の展示。

KEKB加速器の円形リング上の一か所（筑波実験棟）にBelle測定器が設置されている。この測定器では、電子・陽電子衝突でおこった反応の様子が記録されている。大きさは8 m x 8 m x 8 m、重量は1,500トン程度である。Belle測定器は、複数のサブ測定器から構成されており、これらの情報を複合的に組み合わせることで反応で発生した粒子の情報が最大限に引き出される。粒子の運動量、エネルギー、崩壊点、粒子の種類などが測定される。Belle測定器のサブ測定器のなかで特徴的なものにエアロゲルから発生するチェレンコフ放射を利用したACC (Aerogel Cherenkov Counter) がある。ACCでは粒子が検出器を通過した際のチェレンコフ放射の有無により数ギガ電子ボルトの運動量におけるパイ中間子とK中間子の粒子識別を行うことができる。

## ロゴに関して
Belle実験のロゴには青色の背景に「B」の文字が描かれている。この「B」はBelle実験での研究対象がB中間子であることをあらわしている。また、「B」の文字を横向きにすると「e」と「e」を左右反転した文字から構成されていることがわかる。これらは、電子と陽電子（電子の反粒子）を示しており、B中間子が電子と陽電子の衝突から生成される様子を表現している。Bの下に書かれているBELLEとはBelle実験のグループ名である。しかしながら、ロゴがBelle実験初期に作成されたこともあり、この綴りは正しくない。Belle実験の正しい表記はBELLEではなくBelleである。

## B-Lab（ビー・ラボ）
B-Lab（ビー・ラボ）とは新しい素粒子発見のための公開データ解析プログラムである。主な対象は高校生。B-Labに参加すると、高エネルギー加速器研究機構のスタッフの指導のもと、Belle実験で収集された実験データを取り扱い、データ解析を行うことができる。もし、このプログラムにより新粒子が発見された場合、発見者の名前がBelle実験の測定器にネームプレートとして刻まれることになっている（しかしながら新粒子発見の報告はまだない）。解析はWindows上で行う。解析プログラムには素粒子物理学分野で一般的な解析フレームワークROOTが用いられている。

## Belle Plus
高校生のための素粒子サイエンスキャンプ。毎年7月末から8月頭の頃に開催。対象は全国の高校生。Belleの研究者がおこなっている研究活動を一般の高校生が体験することができる。キャンプにはソフトウェアコース、ハードウェアコースが設けられている。